# Koolhoven F.K.46

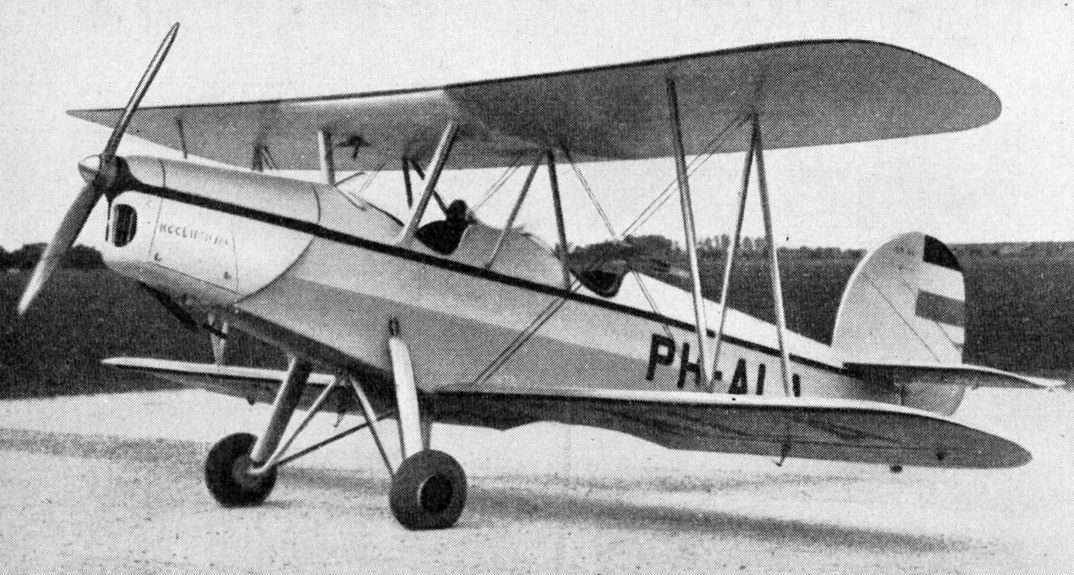
Koolhoven F.K.46

De Koolhoven F.K.46 was een Nederlands tweedekker lesvliegtuig uit de jaren dertig, ontworpen en gebouwd door Vliegtuigenfabriek Koolhoven. De eerste vlucht van deze eenmotorige tweezitter vond plaats in 1933. Er zijn minstens 13 toestellen van dit type geproduceerd.

## Ontwerp en historie

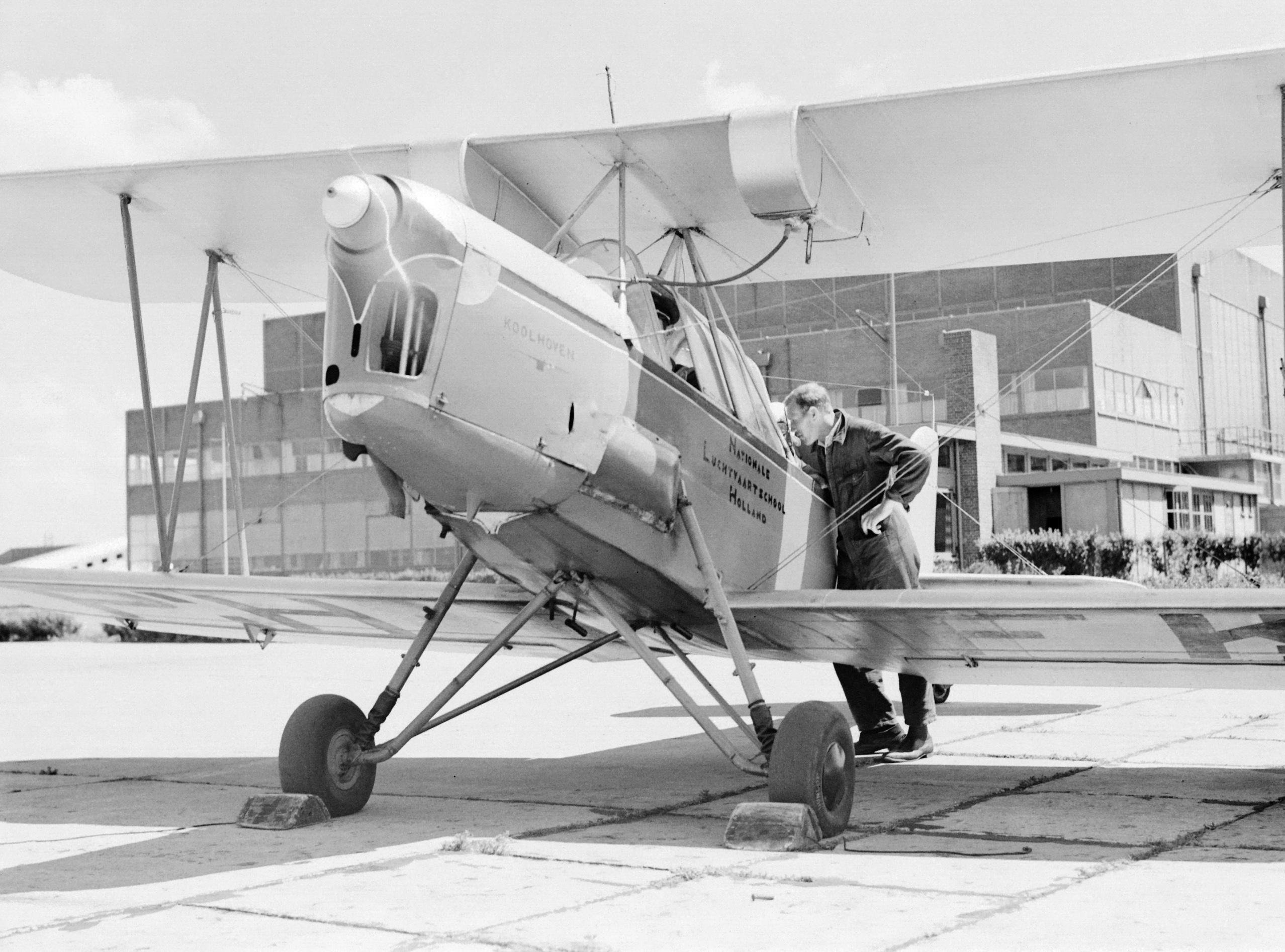
Koolhoven F.K.46 lesvliegtuig met plexiglas cockpitkap

De F.K.46 was een dubbeldekker met twee tandem zitplaatsen, verdeeld over twee open cockpits. De vleugels en romp werden bijeengehouden door vleugelstijlen en spandraden. Het vaste landingsgestel was geveerd en voorzien van schokbrekers. Het eerste volledig houten prototype vloog voor het eerst in 1933, en werd aangedreven door een 115 pk Cirrus Hermes motor. Latere types werden uitgerust met een 130 pk Havilland Gipsy Major motor.  Een tweede prototype had een romp geconstrueerd van metalen buizen en was voorzien van een lange schuifbare plexiglas cockpitkap. De F.K.46 kende een comfortabel en dociel vlieggedrag hetgeen dit type geschikt maakte als lestoestel. Het toestel kwam in beperkte productie, in 1934 werden er vier aangeschaft door de Nationale Luchtvaart School. Eén vliegtuig werd beproefd door de Luchtvaartafdeeling van het Nederlandse leger, maar dit leidde niet tot vervolgorders aangezien er uiteindelijk werd gekozen voor de Fokker S.IX trainer.
In 1935 werd een versie met een lager gewicht, aangeduid als F.K.46L, gebouwd. Deze werd aangedreven door een 95 pk (71 kW) Walter Minor motor. Het was het enige toestel van dit type dat gebouwd werd.
De meeste F.K.46's overleefden de Duitse inval in mei 1940 niet. Eén werd naar Zuid-Afrika overgebracht voor gebruik door de Zuid-Afrikaanse luchtmacht.

## Specificaties

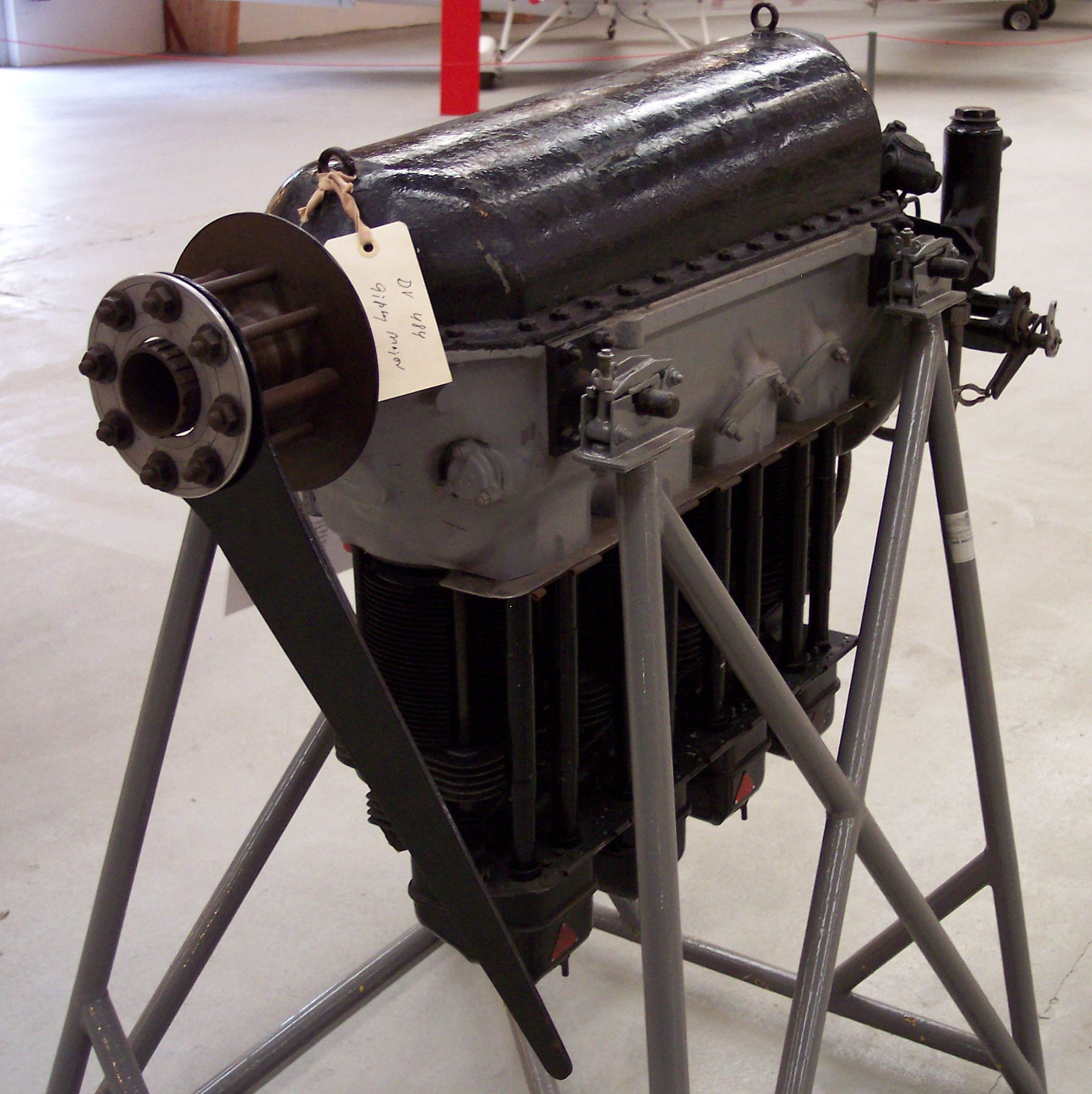
Gipsy Major luchtgekoelde viercilinder lijnmotor. Het motorblok is omgekeerd teneinde de propeller meer grondspeling te geven.

### Algemene kenmerken
- Bemanning: 2
- Lengte: 7,30 m (23 ft 111/2 in)
- Spanwijdte: 8 m (26 ft 3 in)
- Brutogewicht: 870 kg
- Motor: 1 × de Havilland Gipsy Major luchtgekoelde viercilinder lijnmotor, 97 kW (130 pk)
- Eerste vlucht: Eind 1933
- Aantal gebouwd: 13+

### Prestaties
- Maximumsnelheid: 175 km/u (109 mph)
- Plafond: 4750 m
- Vliegbereik: 590 km[3]